# 271 v. Chr.
Portal Geschichte | Portal Biografien | Aktuelle Ereignisse | Jahreskalender | Tagesartikel

◄ |
4. Jahrhundert v. Chr. |
3. Jahrhundert v. Chr. |
2. Jahrhundert v. Chr. |
►

◄ | 290er v. Chr. | 280er v. Chr. | 270er v. Chr. | 260er v. Chr. |
250er v. Chr. |
►

◄◄ | ◄ | 274 v. Chr. | 273 v. Chr. | 272 v. Chr. | 271 v. Chr. |
270 v. Chr. |
269 v. Chr. |
268 v. Chr. |
► |
►►
Staatsoberhäupter

## Ereignisse

### Politik und Weltgeschehen
- Ende des Ersten Syrischen Krieges zwischen dem Seleukidenreich unter Antiochos I. und Ägypten unter Ptolemaios II. Syrien mit Damaskus bleibt zunächst unter ägyptischer Herrschaft, doch werden in der Folge zwischen beiden Reichen zahlreiche weitere Kriege um Syrien geführt.
- Aristotimos, Tyrann von Elis, wird gestürzt und ermordet.

### Wissenschaft, Technik, Kultur
- Der römische Konsul Manius Curius Dentatus lässt bei Terni das Wasser des Flusses Velino umleiten; dadurch entsteht der 165 m hohe Wasserfall Cascata delle Marmore.

## Geboren
- Aratos von Sikyon, Führer des Achaiischen Bundes († 213 v. Chr.)

## Gestorben
- um 271 v. Chr.: Marcus Valerius Corvus, römischer Konsul und Diktator (* um 370 v. Chr.)